# 八二三炮戰 (電影)
《八二三炮戰》（The Kinmen Bombs）即依據台灣戰事「八二三砲戰」為基礎，再進行改編的電影作品。上映前，中華民國國軍頃全力動員影片拍攝，投入極為龐大的人力及裝備協助，甚至在部份場景中動員三十多萬人次。
上映後，台灣作家朱西甯向中央電影公司指責，表示影片劇本有抄襲其著作《八二三注》的嫌疑，並要求影片編劇兼任導演的丁善璽公開承認抄襲並為此道歉，否則將尋求法律途徑解決。1987年6月5日，影片引發起的版權糾紛，終於以雙方達成和解的方式，順利宣告落幕。

## 概述
故事劇情描述在一九五八年「八二三砲戰」期間，官兵及民眾上下一心、共同抵抗共軍對金門等地的炮击，“保衛大陸的最後疆土”（吉星文語）。

## 劇情簡介
1958年8月23日，共軍毫無預警的展開瘋狂突擊，強烈砲火導致金門縣僅140平方公里的小島立即陷入一片火海，金門軍民傷亡慘重。
在此危急情形下，國軍金門炮兵在指揮官齊良臣上校的指揮下，立刻下令全體官兵展開反擊，並連連摧毀敵軍重大軍事目標，同時更秘密運補八英吋巨型火砲支援戰爭前線，進行「轟雷計劃」，以扭轉戰事困窘局面，壓制敵方炮火，以打開困局。
最後，在全體國軍官兵齊心協力的日夜趕工下，終於順利將巨砲架設起來，轟雷一聲巨響後，天搖地憾，中共因此自動宣佈攻打停止，而其三十萬大軍強行登陸的夢想，亦逐告破滅。

## 人物角色
| 角色名稱     | 演員   | 備註 |
| ------------ | ------ | --- |
| 齊良臣       | 柯俊雄 | 陸軍上校，砲兵指揮官。                                                                                           |
| 黎玉璽       | 黎昌意 | 中華民國海軍總司令部副總司令兼海軍六二特遣指揮官（由中華民國前海軍一級上將參謀總長黎玉璽將軍現實中的兒子參演）。 |
| 魏中和       | 黃仲崑 | 海龍蛙兵（成功隊）中尉，蛙人分隊長。                                                                             |
| 馬安瀾       | 王道   | 陸軍少將，綽號馬瘋子。                                                                                           |
| 詹姆士．吳   | 吳漢   | 美國中央情報局特派員。                                                                                           |
| 吉星文       | 狄龍   | 陸軍中將，金門防衛司令部副司令官。                                                                               |
| 趙海峰       | 李小飛 | 陸軍上尉，炮兵觀測官。                                                                                           |
| 王蘋         | 方芳芳 | 陸軍中尉。 |
| 日記本       | 慕思成 | 士兵，兼任旁白。                                                                                                 |
| 阿旺奶奶     | 郭萍   | |
| 章傑         | 張國柱 | 空軍中將，金門防衛司令部副司令官。                                                                               |
| 黃克敏       | 孫亞東 | 陸軍預官，步兵排長。                                                                                             |
| 丫頭         | 柯素雲 | 里長伯的女兒。                                                                                                   |
| 里長伯       | 王宇   | |
| 季慧同       | 凌峰   | 陸軍士官，步兵上士班長。                                                                                         |
| 汪家義／凸仔 | 夏靖庭 | 陸軍士兵。 |
|              |        | 海龍蛙兵（成功隊）上尉大隊長。                                                                                   |
| 宋炯         | 周紹棟 | 海軍少校，美頌艦艦長，奉令執行閃電計劃，運補火砲、彈藥，增強金門戰力。                                           |
| 小喇叭       | 鈕承澤 | 傳令兵。 |
| 德順         | 巴戈   | 陸軍士官，步兵副班長。                                                                                           |
|              | 劉興善 | |
| 小焦         | 焦恩俊 | 砲兵指揮官侍衛官。                                                                                               |
| 蔣中正       | 陳省盱 | 中華民國總統。                                                                                                   |
| 劉溢川       | 秦祥林 | 海軍沱江艦少校艦長，九二海戰時執行特種運補任務遭中共魚雷艇羣襲擊負傷。                                           |
| 魯俊         | 吉民立 | 砲兵營營長（由吉星文將軍現實中的三兒子參演）。                                                                   |
|              | 崔福生 | 共軍砲兵指揮官。                                                                                                 |

## 備註
1. ↑  香港電影票房 1986 〔華語電影〕，〈香港電影票房全紀錄〉
2. ↑  1986年台灣票房 的存檔，存档日期2008-05-01.，〈台灣電影資料庫〉
3. ↑  江遠：老電影訴說老故事[永久]，《人間福報》。2006年4月8日，影劇百匯。
4. ↑  八二三炮戰 （页面存档备份，存于）.台灣電影網

- 陳省盱當時是飾演蔣中正總統，為了造型更傳神，還剃了一部份額頭附近的頭髮。

主題曲【炮戰之歌】
方芳芳大合唱
插曲【烽火情】王雯萱唱

## 外部連結
- 台灣電影網上《八二三炮戰》的資料（繁體中文）